# Zetpil

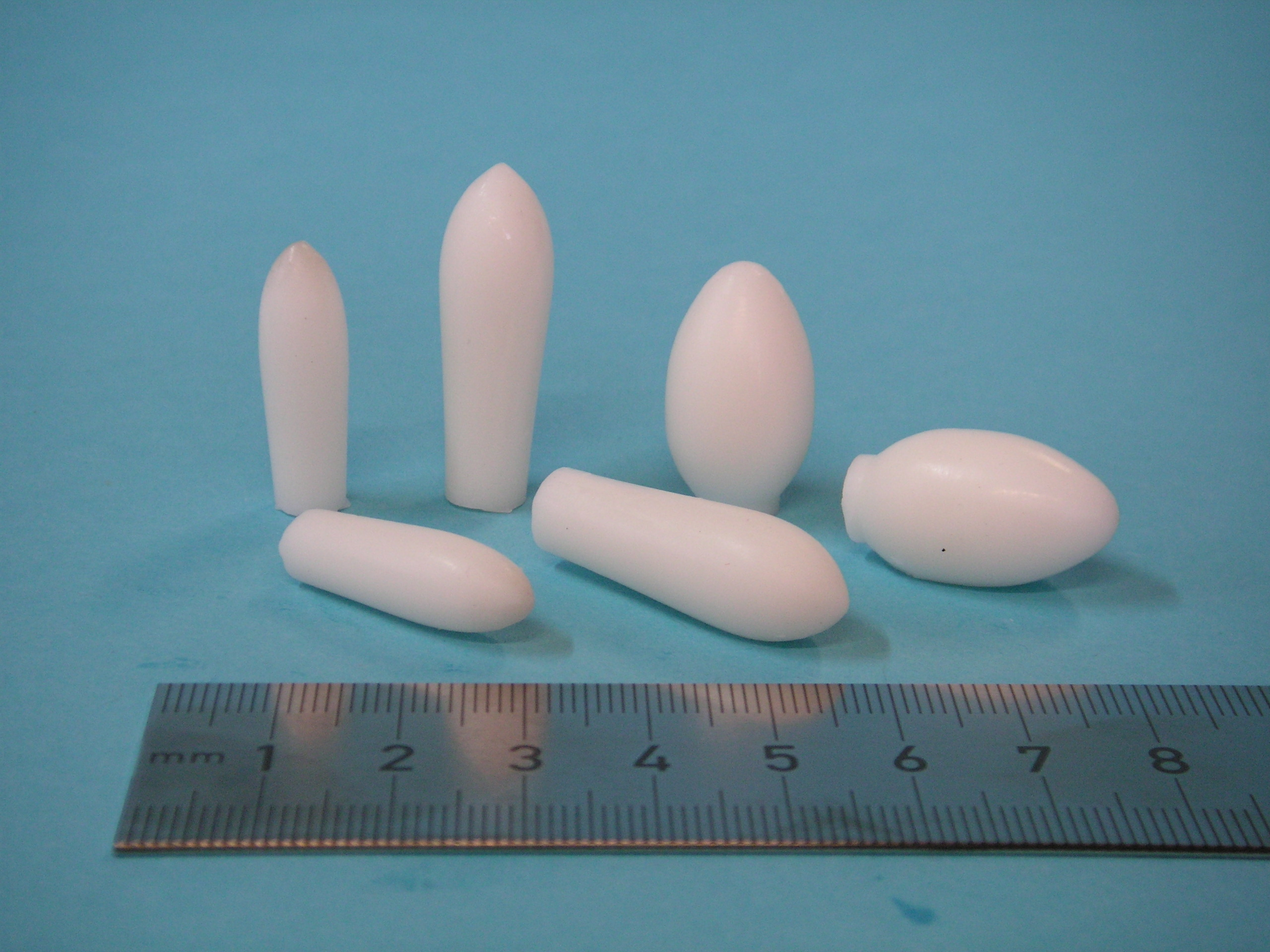
Van links naar rechts: voor kinderen (1 g), voor volwassenen (2 g) en voor vaginaal gebruik (3 g)

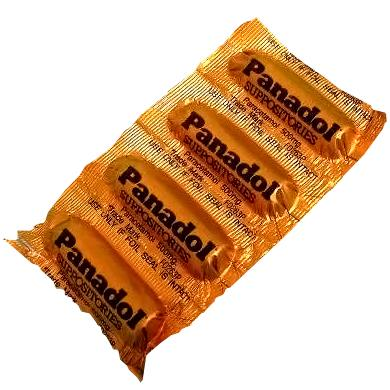
Zetpillen in verpakking

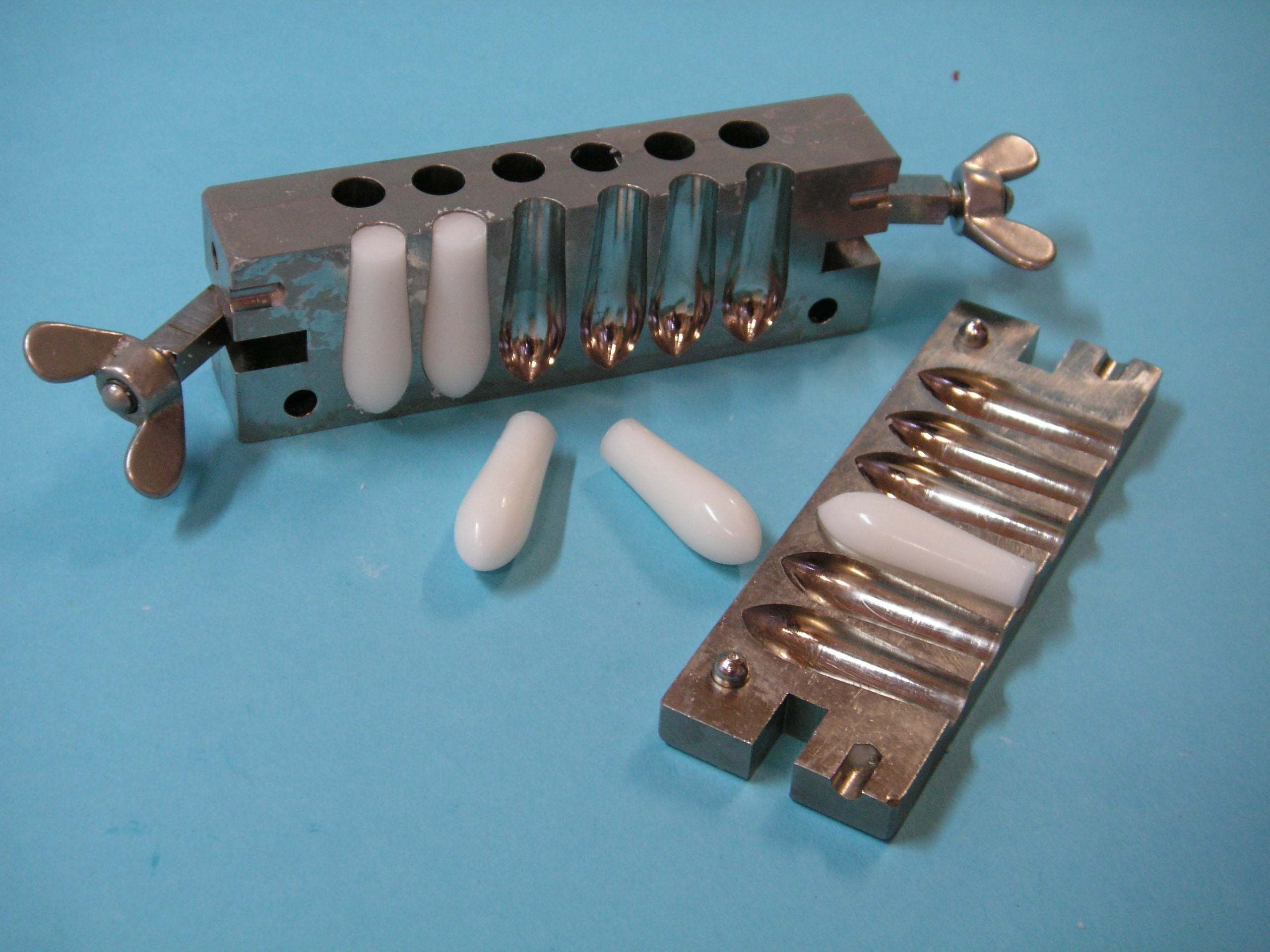
Metalen zetpilvorm

Een zetpil, suppositorium of suppositoire is een vorm van rectaal, dus via de anus, toegediende medicatie. 'Zet' is een verouderd woord voor 'zitvlak' en verwant met 'zitten'. Zetpillen werken goed bij hinder aan de anus, maar kunnen ook om andere reden worden gebruikt. Indien een patiënt problemen heeft met slikken, niet mee wil werken, misselijk of comateus is, kan de zetpil soms als alternatief voor orale toedieningsvormen, zoals tablet, dragee of drank, worden gebruikt.
De basis van een zetpil bestaat uit een vette of een in water oplosbare stof en het farmacon kan daar in opgeloste vorm, als suspensie, emulsie of als een combinatie daarvan voorkomen. De basis is vaak een mengsel van vetten dat bij lichaamstemperatuur smelt, maar niet alle stoffen lossen op in de veel gebruikte vette basis. Daarom worden soms zetpillen van polyethyleenglycol gegoten. Deze hydrofiele basis smelt niet bij lichaamstemperatuur, maar lost op in het beschikbare vocht in het rectum. Doordat deze stof enigszins hygroscopisch is, het trekt water aan, kan dit enige irritatie veroorzaken. Dit is de reden dat zetpillen met polyethyleenglycol maar weinig worden voorgeschreven.
Als in het algemeen een medicijn wordt ingenomen, wordt het werkzame bestanddeel van dit medicijn, het farmacon door diffusie vanuit de darmen in het bloed opgenomen, waarna het door de poortader naar de lever wordt vervoerd. Na passage door de lever bereikt een deel van de dosis van het geneesmiddel de grote circulatie. Het andere deel van de dosis kan hierbij door de lever worden omgezet en bereikt de grote circulatie dan niet. Dit staat bekend als het first-pass-effect. Dit doet zich ook bij het plaatsen van een zetpil voor. De opname van een farmacon na rectale toediening is vaak traag, onvolledig en onvoorspelbaar. Als vuistregel kan men stellen dat men niet meer dan zes zetpillen per dag aan iemand moet geven. Het heeft bij diarree geen nut om een zetpil te nemen. Door de verstoorde darmfunctie wordt deze dan slecht opgenomen en vaak ook weer direct uitgepoept.
Zetpillen worden bereid door de basis, vet dat bij 36-37 °C smelt of polyethyleenglycol, te smelten en hierin het farmacon op te lossen of te suspenderen. Deze gesmolten massa wordt daarna in zetpilvormen uitgegoten. Deze vormen zijn veelal van kunststof, zodat de zetpil erin kan blijven zitten tot gebruik.

## Inbrengen
Een zetpil is een capsule die aan een kant plat is en aan de andere kant een punt heeft. Traditioneel wordt de zetpil ingebracht met de punt eerst. Deze manier wordt in veel bijsluiters van zetpillen voor het inbrengen op beschreven. Andersom kan ook. De sluitspier oefent daarna druk op de spitse punt van de zetpil uit, waardoor deze dieper de darm in wordt gedreven.

## Bereiding in de apotheek
Zetpillen werden vroeger ook met metalen gietvormen in de apotheek bereid en los in een pot aan de patiënt meegegeven. Dat wilde met warm weer nog weleens tot gesmolten zetpillen of onhygiënische taferelen leiden.
Bij een suspensiezetpil kunnen de farmacondeeltjes uitzakken, zolang de basis nog niet is gestold. Om te voorkomen dat al het farmacon in het puntje terechtkomt, dat bovendien waarschijnlijk voor een deel in de strip achterblijft, moeten zetpillen bij een zo laag mogelijke temperatuur worden gegoten. Zodra de zetpil is gegoten, moet deze direct stollen om verder uitzakken te voorkomen. Dit vereist enige handigheid van de apothekersassistent, ook omdat de massa nog niet mag stollen voordat de zetpil is gegoten.
Om bovenstaande reden zijn oploszetpillen gemakkelijker te bereiden: het farmacon is opgelost en kan daardoor niet uitzakken. Toch moet dan worden opgepast voor al te hoge temperaturen, die het farmacon kunnen aantasten of de vorm kunnen doen smelten. Bij het afkoelen van de zetpil krimpt deze iets, waardoor er breuken in de zetpil kunnen ontstaan. Bij kundige apotheekassistenten zal dit niet of nauwelijks voorkomen.